# Friedrich Wilhelm Josias Jacobs
Friedrich Wilhelm Josias Jacobs (* 24. März 1793 in Gotha; † 29. Juli 1833 in Jena) war ein deutscher Arzt und Schriftsteller.

## Leben
Jacobs, ältester Sohn des Philologen Friedrich Jacobs, studierte zunächst Landwirtschaft in Genf und im Institut des Philipp Emanuel von Fellenberg zu Hofwil in der Schweiz. Nach dem Abitur auf dem Gymnasium Illustre zu Gotha 1812 bezog er die Universität Göttingen, um Medizin zu studieren. Er wurde Mitglied des Corps Brunsviga Göttingen. Nach seiner Promotion 1816 zum Dr. med. besuchte er noch klinische Anstalten in Würzburg, München und Wien, bevor er sich als praktischer Arzt in seiner Heimatstadt Gotha niederließ. Er war außerdem Landphysikus, hatte die Aufsicht über das Hospital zu Gotha, war Assessor des Herzogl. medizinischen Kollegiums und Physicus der Adeligen v. Wangenheimischen Gerichte.
Im Jahre 1817 nahm er an dem ersten Wartburgfest der studentischen Burschenschaften teil und trug sich in der Präsenzliste als „Dr. Friedrich Jacobs aus Gotha“ ein.
Außer seiner Dissertation veröffentlichte er in Taschenbüchern einige Dichtungen und gab Xenophons Buch über die Reitkunst in Übersetzung aus dem Griechischen mit Anmerkungen versehen heraus. Zu seinem besonderen literarischen Freund zählte der Pfarrer und Fabeldichter Wilhelm Hey, mit dem zusammen er Gedichte verfasste.
Im Jahre 1822 erkrankte er plötzlich an Epilepsie, die sich auch durch verschiedene Badekuren nicht heilen ließ. Die letzten Lebensjahre verbrachte er im Großherzoglichen Krankeninstitut zu Jena, wo er im Alter von 40 Jahren unverheiratet starb.
Sein Vater setzte ihm in seiner Autobiographie Personalien mit einem Nekrolog ein literarisches Denkmal. Die Jugenderzählung Allwin und Theodor hatte er diesem Sohn zu seinem achten Geburtstag gewidmet.
Der Historien- und Bildnismaler Paul Emil Jacobs war sein jüngster Bruder.

## Werke
- Talpae europaeae anatome. Jena 1816 (Dissertation)[2]
- Xenophons Buch über die Reitkunst übersetzt und mit Anmerkungen versehen von Friedrich Jacobs, D. M. Mit einer Kupfertafel. Gotha bey Justus Perthes. 1825
- Der Ring, poetische Erzählung in drei Gesängen und Oktaven In: Taschenbuch Urania, 1821, S. 449–509
- Rosenkranz in zwölf Sonetten. In: Taschenbuch Minerva 1823, S. 461–472